# Udo Voigt
Udo Voigt (n. 14 aprilie 1952, Viersen, Renania de Nord-Westfalia, RFG – d. 17 iulie 2025) a fost un om politic german, lider al partidului de extremă dreapta Partidul Național Democrat German, care nu a avut reprezentanți în  Bundestag.
În perioada 2014–2019 a fost membru al Parlamentului European.